# Prosečné

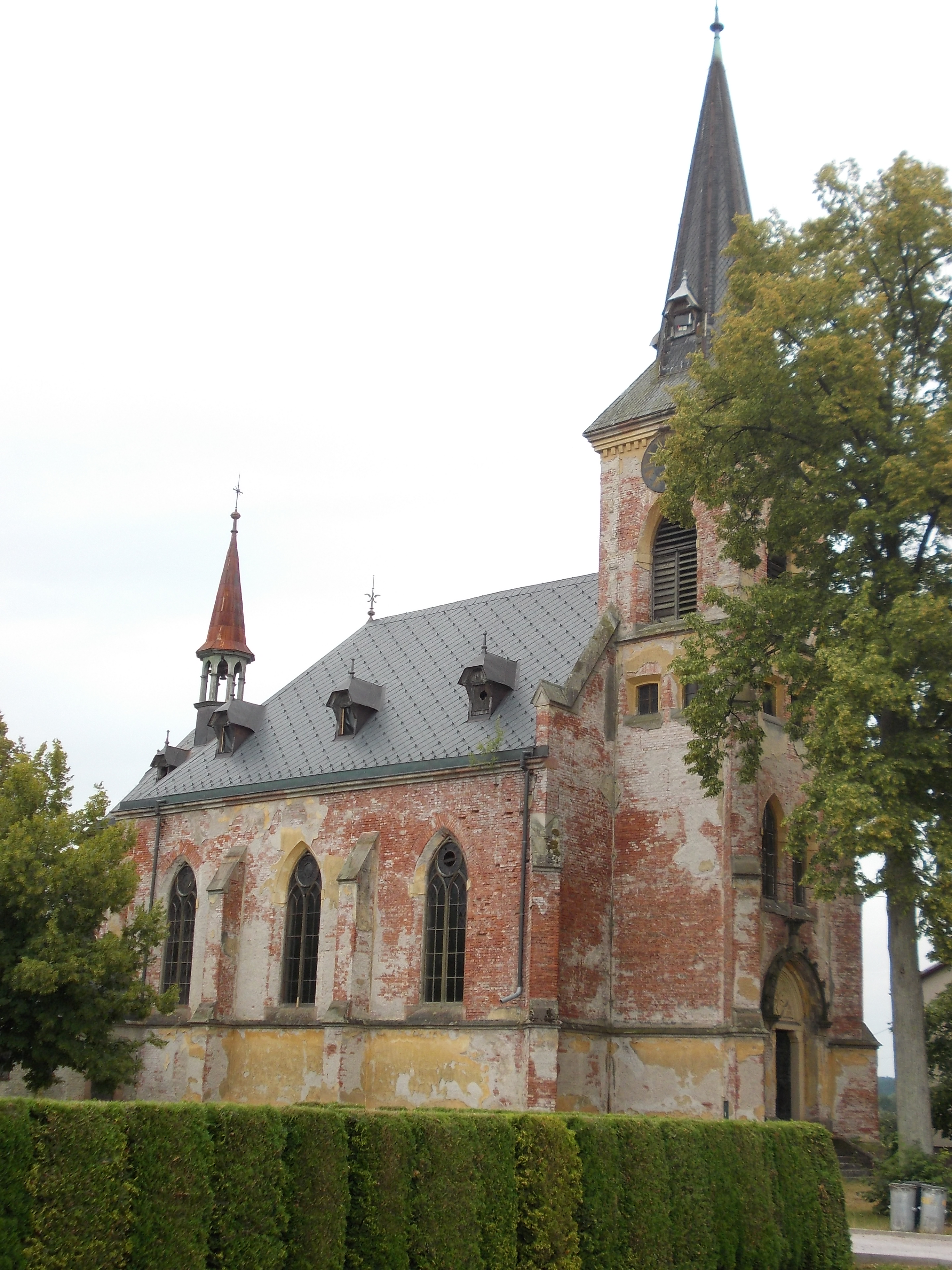
Kirche St. Elisabeth

Prosečné (deutsch Proschwitz) ist eine Gemeinde in Tschechien. Sie liegt drei Kilometer nordwestlich von Hostinné und gehört zum Okres Trutnov.

## Geographie
Das Waldhufendorf Prosečné erstreckt sich im Riesengebirgsvorland über fünf Kilometer vom Elbtal entlang des Unterlaufes der Malé Labe, in die in der Ortsmitte der Suchý potok einmündet. Nördlich erheben sich die Malá Sněžka (499 m) und der Čihadlo (525 m), östlich die Planinka (495 m), im Südosten der Šebestián (450 m), südlich der Slemenský kopec (448 m), im Westen die Šance (462 m) sowie nordwestlich die Hůrka (492 m) und der Okrouhlík (468 m). Südlich des Dorfes verläuft die Bahnstrecke Velký Osek–Trutnov, die Bahnstation Prosečné liegt am gegenüberliegenden Elbufer in Dobrá Mysl.
Nachbarorte sind Fořt und Lázně Fořt im Norden, Terezín im Nordosten, Arnultovice im Osten, Hlinský Vrch, Hostinné und Dobrá Mysl im Südosten, Klášterská Lhota im Süden, Kunčice nad Labem im Westen sowie Podhůří, Malý Lánov und Dolní Lánov im Nordwesten.

## Geschichte
Das Dorf entstand vermutlich im 13. Jahrhundert. Die erste schriftliche Erwähnung von Proseczne bzw. Proseczna erfolgte 1437. Der Ortsname leitet sich von prosekat (ausholzen) her. Im Jahre 1522 wurde der Ort als Proseczny, 1578 als Proschwietz, 1597 als Proschwitz, 1615 als Prosecznau und 1659 als Proschwicz bezeichnet. Proschwitz / Prosswice bestand 1834 aus 102 Häusern, darunter einer Schule und einer Mühle, in denen 650 Menschen lebten. Pfarrort war Arnau. Einen wesentlichen Nebenerwerb stellte die Heimweberei dar. Bis zur Mitte des 19. Jahrhunderts blieb das Dorf der Herrschaft Arnau untertänig.
Nach der Aufhebung der Patrimonialherrschaften bildete Proschwitz / Prosečné ab 1850 eine Gemeinde im Gerichtsbezirk Arnau bzw. im Bezirk Hohenelbe. Mit der aufkommenden Industrialisierung erlosch im 19. Jahrhundert die Heimweberei. Ein Teil der Bewohner verdiente sich seinen Lebensunterhalt durch Lohnarbeit in der örtlichen Flachsgarnspinnerei, andere in Arnau. Die Eisenbahn zwischen Pelsdorf und Trautenau entstand in den Jahren 1868–1869 und nahm 1870 den Betrieb auf. Unterhalb des Dorfes entstand im Elbtal eine Bahnstation. Zwischen 1898 und 1904 entstand im Ortszentrum eine Kirche. Im Jahre 1930 hatte die Gemeinde 907 Einwohner, 1939 waren es 933. Infolge des Münchner Abkommens wurde Proschwitz 1938 dem Deutschen Reich angeschlossen und gehörte bis 1945 zum Landkreis Hohenelbe. Nach dem Zweiten Weltkrieg kam der Ort zur Tschechoslowakei zurück und die deutsche Bevölkerung wurde vertrieben. Nach der Aufhebung des Okres Vrchlabí wurde Prosečné mit Beginn des Jahres 1961 dem Okres Trutnov zugeordnet.
In Prosečné besteht heute ein 9-Loch-Golfplatz.

## Ortsgliederung
Für die Gemeinde Prosečné sind keine Ortsteile ausgewiesen.

## Sehenswürdigkeiten
- Kirche der hl. Elisabeth, neugotischer Bau, errichtet 1898–1904
- Statue des hl. Johannes von Nepomuk, geschaffen 1802
- Spätbarocke Nischenkapelle der Jungfrau Maria